# 入江麻木
入江 麻木（いりえ まき、1923年〈大正12年〉 - 1988年〈昭和63年〉10月5日）は、日本の料理研究家。昭和後期の日本において、結婚先の神奈川県横浜市山手町のロシア人家庭で学んだ西洋料理の数々を料理本や料理番組で紹介し、主婦層の人気を博した。東京府四谷出身。娘はモデルの入江美樹、孫（美樹と小澤征爾の子）は作家の小澤征良と俳優の小澤征悦。料理研究の教え子に鮫島正樹がいる。

## 経歴

### ロシア人との結婚生活
幼少時に父と死別し、東京の四谷で割烹旅館を営む母に育てられた。1942年（昭和17年）、ロシア貴族の末裔である男性と結婚した。夫は建築家で資産家の父を持ち、麻木との出会いは日本大学の留学時であった。双方の家庭からは大反対されたものの、夫との絆は強く、結婚して神奈川県横浜市山手町の夫の家に入った。
純日本的な環境で育ったために、内臓、ブタの耳、スパイスなど、当時の日本人には不慣れな食材によるロシア料理にはカルチャーショックを感じた。後年「一口食べるごとに決心が要り、食べるごとに涙が零れ落ちた」と語っている。それでも愛する夫のために様々なことを吸収し、料理が得意な義父からは料理の数々を、義母からはレディとしての嗜みを学んだ。
戦中には、義父がシベリア送りとなって消息を絶ち、終戦間際には日本国外で新たな家庭を築いた。その後、義母は弟一家と共にアメリカへ移住した。
娘の美樹がモデルとしてデビューした後は、いわゆるステージママのように娘に寄り添っていた。過労で倒れた美樹を麻木が看病している最中、その執心さが仇となり、夫からの申し出で離婚した。美樹は1968年（昭和43年）に小澤征爾と結婚し、アメリカを主な住居とした。

### 料理研究家への転身
義父母、夫、娘と離れた麻木は、先行きを思案した末に、義父に教わり、義母に褒められた料理で身を立てることに考えついた。こうして麻木は、50歳代にして料理研究家に転身した。自宅で料理教室を開き、『きょうの料理』（NHK）などの料理番組にも出演した。
1977年（昭和52年）には「暮しの手帖」にレシピを寄稿した。同1977年、初の著書『お料理はお好き 入江麻木の家庭料理』を刊行して、夫の家で身に着けた本格的な西洋料理の数々を披露した。当時は郊外の家庭でホームパーティーが流行しており、この『お料理はお好き』を読んだ主婦層の読者から、パーティー料理を求める声があった。それに応えて1979年（昭和54年）に『パーティをしませんか』を刊行し、多数のパーティー料理を紹介し、主婦層の読者の好評を呼んだ（後述）。
料理法レシピの合間に差し入れられている、文学的なエッセイも、麻木の料理本が好評を呼ぶ一因となった。ヨーロッパの上流階級のしきたりやマナーをわかりやすく書いたものもあり、若い女性の読者に人気を博した。翻訳家の実川元子は、結婚後に麻木の『お料理はお好き』を読んで異文化に接する精神を学び、異文化を解き明かす楽しみを知り、翻訳家を目指すきっかけの一つになったと語っている。

### 晩年・没後
1986年（昭和61年）2月には、小澤征爾が音楽総監督を務めるボストン交響楽団の訪日レセプションに出席し、皇太子妃美智子より「いつもご本を拝見しています」と声をかけられた。
同1986年頃より体調を崩し、入退院を繰り返し、ほとんど仕事ができない状態となった。その2年後の1988年（昭和63年）10月5日、肺炎により満65歳で死去した。友人の談によれば、「最期まで気さくで、黒のニットの似合う優しいお婆ちゃんだった」という。
没後の2008年（平成20年）、美樹の娘で作家の小澤征良が、祖母である麻木に捧げる小説『しずかの朝』を著した。2019年（平成31年）には、麻木の生涯のエッセイと料理をまとめた書『さあ、熱いうちに食べましょう 料理エッセイ集』が発行された。社会学者の本田由紀は「凄まじい日常から逃避するには格好のお伽話のような本」と評した。

## 料理
麻木の料理の腕前は、「家のシェフを困らせるほど」といわれたロシア人の義父より教わったものである。その麻木の初の著書『お料理はお好き 入江麻木の家庭料理』は、ビーフストロガノフやブイヤベースなど、当時としては珍しい西洋料理の数々が紹介されている。ボルシチやピロシキといったロシア料理も多く登場し、さらにフランス、イギリス、イタリア、ギリシアなど、ヨーロッパ各国の料理も登場する一方で、19歳でロシア人の家庭に入ったため、和食が一切無いことが特徴である。
『パーティをしませんか』は、『お料理はお好き』を読んだ主婦層の読者から、ホームパーティー向けの料理を希望する声が多く寄せられ、それに応えて刊行された書である。折しも1970年代から1980年代にかけての日本では、郊外に落ち着いた生活を求める人々の間で、ホームパーティーが流行していた。また麻木の家も頻繁にパーティーを催しており、娘の美樹の結婚披露宴も自宅で開催し、美樹の結婚後は美樹のパーティーに麻木も何度も参加するなど、パーティー経験を十分に積んでいたこともあり、刊行に至った。1985年（昭和64年）放映のテレビドラマ『金曜日の妻たちへIII 恋におちて』でもホームパーティーの場面が多く登場したこともあり、クリスマスや誕生日など大掛かりなパーティーとは異なる、麻木の紹介する気軽で日常的なパーティー料理は、主婦層に受け入れられた。また「鴨のオレンジソース煮」「舌平目のマッシュルーム包みクリームソース添え」など、レストランのような本格的な料理もあったが、当時は一流企業勤務の夫を持つ主婦層は時間も金銭的余裕もあり、海外旅行や都市部にでき始めたレストランは敷居が高く、憧れの本格的料理を自ら作ろうとする主婦にも、麻木の料理本は好まれた。
また飲食やファッションに関する書籍を主体とする鎌倉書房では、1970年代後半から1980年代にかけて、当時盛んに翻訳されていた児童書や欧米の物語に登場する料理を紹介する料理本シリーズを出版しており、ここでも麻木は料理スタッフとして参加した。『若草物語』を思わせる「仔牛のクリーム煮のシチュー詰め」、『小公女』を思わせる「ビーフシチューのポットパイ」「ニンジンノポタージュ」など、これらの本でも麻木の料理はパーティーをイメージしたものが多い。

## 著作
- 『お料理はお好き 入江麻木の家庭料理』鎌倉書房、1977年12月。 NCID BN12102455。
- 『パーティをしませんか 入江麻木のもてなし料理』鎌倉書房、1979年10月。 NCID BN11250184。
- 『家庭で楽しむ欧風料理の四季』講談社、1981年10月。 NCID BN12102400。
- 『入江麻木のファンシークッキング』女子栄養大学出版部〈栄養と料理文庫〉、1982年12月。 NCID BN08109133。
- 『タァータのお菓子のギャラリー』鎌倉書房、1982年6月。全国書誌番号:82051329。
- 『入江麻木の小さなフルコース』鎌倉書房、1983年11月。 NCID BN12102364。
- 『ぶきっちょさんのフライパンcook』雄鶏社、1985年7月。ISBN 978-4-277-66204-8。
- 『かんたんサラダ、ごちそうサラダ』文化出版局〈ニュー・ライフ・ブックス〉、1986年6月。ISBN 978-4-579-20251-5。
- 『バーブシカの宝石』講談社、1987年8月。ISBN 978-4-06-202906-3。
- 『入江麻木のお菓子とテーブル』光文社〈Classy collection〉、1988年10月。ISBN 978-4-334-90017-5。
- 『さあ、熱いうちに食べましょう 料理エッセイ集』河出書房新社、2019年11月30日。ISBN 978-4-309-02839-2。（没後に発行）

### 共著
- 『マザーグースのクッキング・ブック』新書館〈For ladies〉、1978年4月。 NCID BB13063649。（岸田理生との共著）
- 『アリスのクッキング・ブック』新書館〈For ladies〉、1978年9月。全国書誌番号:79007043。（同上）